# فولفيو برنارديني
فولفيو برنارديني (بالإيطالية: Fulvio Bernardini)‏ (28 ديسمبر 1905 - 13 يناير 1984) لاعب كرة قدم ومدرب إيطالي، لعب كلاعب خط وسط. يُعتبر أحد أعظم لاعبي كرة القدم والمدربين في إيطاليا على الإطلاق.